# Arthropteris submarginalis
Arthropteris submarginalis är en spjutbräkenväxtart som beskrevs av Karel Domin. Arthropteris submarginalis ingår i släktet Arthropteris och familjen Nephrolepidaceae. Inga underarter finns listade.